# Alicja w Krainie Czarów (film 1915)
Alicja w krainie czarów (ang. Alice in Wonderland) – amerykański niemy film fantasy z 1915 roku w reżyserii W. W. Younga na podst. powieści Lewisa Carrolla pod tym samym tytułem. 

## Fabuła

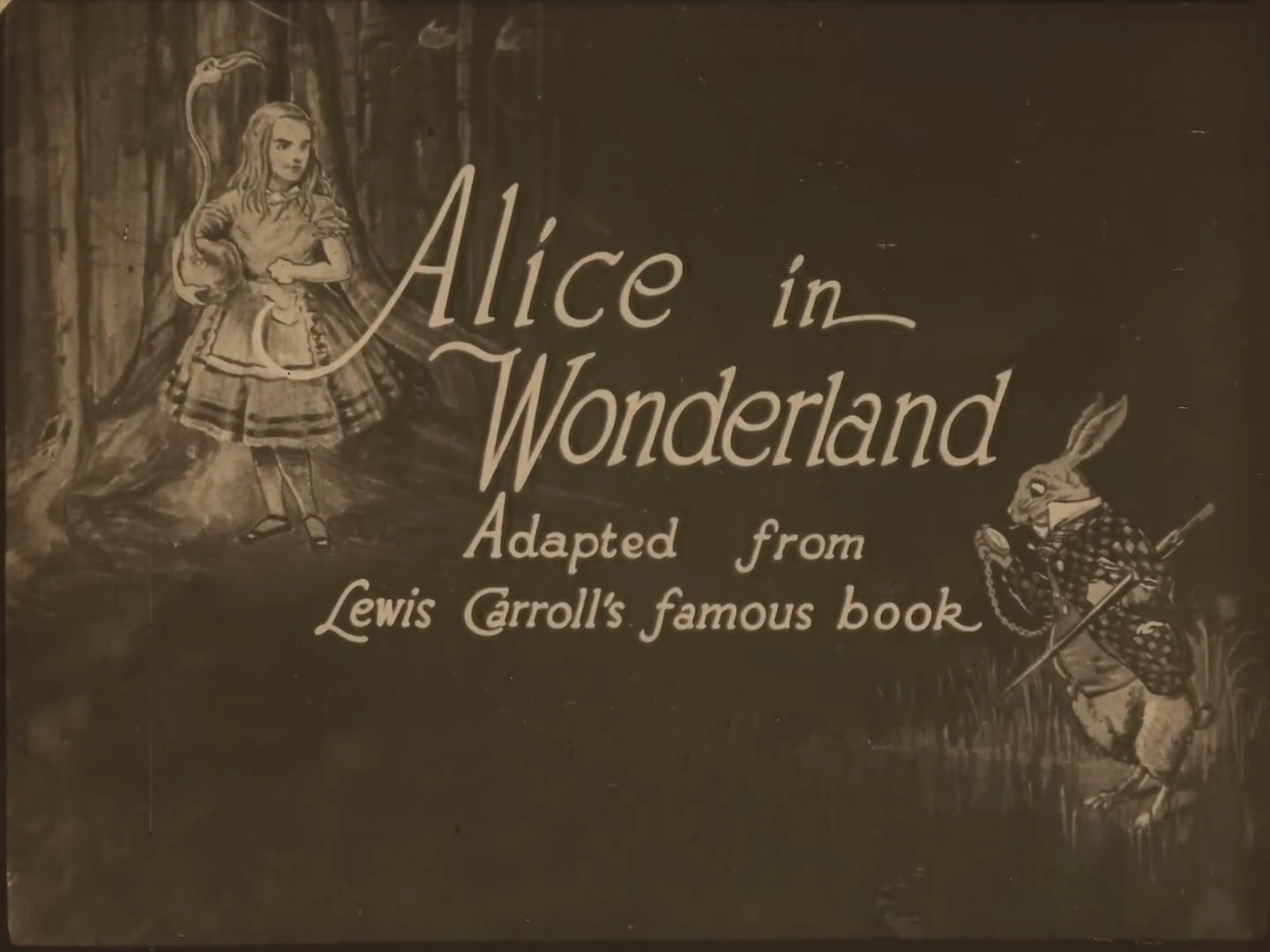
Plansza tytułowa

By nie przeszkadzać matce w kuchni, młodociana Alicja udaje się ze swoją starszą siostrą na piknik. Alicja zasypia, gdy jej siostra czyta książkę i zaczyna śnić, jak widzi przed sobą antropomorficznego Białego Królika zachęcającego, by udała się za nim. Biały Królik prowadzi dziewczynkę do Krainy Czarów, gdzie porzuca ją w norze, tłumacząc się że spieszy. Nora jest wielkim pomieszczeniem wychodzącym na piękny ogród, ale drzwi są zbyt małe. Alicja z tego wybucha płaczem, a jej łzy wypełniają pokój. Tworzy się z nich rzeka, której prąd znosi Alicję i jedną mysz na brzeg, gdzie odbywa się zlot mówiących zwierząt. Na polecenie dodo Alicja i pozostałe zwierzęta osuszają się w Wyścigu Kumotrów, który każdy wygrywa. Zwierzęta uciekają jednak w popłochu, gdy Alicja mówi o swej kotce. 
Biały Królik znów się spotyka z Alicją i każe jej przynieść jego wachlarz i rękawiczki z jego domu. Tam Alicja wachlując się wachlarzem robi się tak wielka, że wypełnia sobą cały dom. Biały Królik wrzuca do środka kamyki, które zamieniają się w ciastka i po ich zjedzeniu Alicja wraca do dawnego rozmiaru. Królika nie ma, gdyż wcześniej spieszył do niejakiej Księżnej. Alicja szukając go trafia na gąsienicę, która uczestniczyła w Wyścigu Kumotrów. Żali się jej, że zmieniła się tyle razy, że nie wie kim jest. Gąsienica każe jej wyrecytować wiersz o ojcu Williamie, ale stwierdza że dziewczynka pomyliła się we wszystkim. Na odchodne mówi, że zjedzenia kawałków z jej grzyba odpowiadają za wzrost.
Alicja wchodzi do domu, którym spotyka Księżną, wiecznie uśmiechniętego kota z Cheshire i kucharkę rzucającej talerzami i nadużywającej pieprzu. Rozzłoszczona Księżna zajmuje niemowlęciem, które wręcza Alicji, a sama idzie na partyjkę krokieta z Królową Kier. Ku zdumieniu Alicji, niemowlę zamienia się w prosiaka. Wtem pojawia się kot z Cheshire i mówi Alicji, że kierunek jej wędrówki prowadzi do Szalonego Kapelusznika i Marcowego Zająca. Alicja zastaje ich na obłąkanej herbatce z udziałem Susła. Alicję przerasta szaleństwo uczestników herbatki i odchodzi. Trafia na sosnę, której pień otwiera przed nią piękny ogród, który widziała za drzwiami nory. Alicja widzi ożywione karty do gry malujące na czerwono białe róże zasadzone omyłkowo w miejsce czerwonych.
Wkracza procesja karcianych królów i królowych. Jedna z nich, Królowa Kier wiecznie skazuje kogoś na dekapitację. Rozpoczyna się gra w krokieta, na której zjawia się kot z Chesire jedynie w formie głowy, przez co nie może zostać ścięty. Królowa Kier prowadzi Alicję nad morze, gdzie każe Gryfowi zapoznać ją z Nibyżółwem. Lamentujący Nibyżółw wspomina swoje szkolne lata, gdy był prawdziwym żółwiem. Wkrótce on, Gryf i morsy tańczą kadryla z homarami, ale Biały Królik będący heroldem Króla Kier każe wszystkim udać się do sądu w sprawie skradzionych ciastek przez Waleta Kier. Alicja będąca jednym ze świadkiem widzi absurdalność procesu i zostaje zaatakowana przez karty. Alicję ze snu budzi jej siostra i obie wracają do domu.

## Obsada
- Viola Savoy – Alicja[2]
- Herbert Rice – Biały Królik
- Harry Marks – Dodo
- Louis Merkle – Suseł
- William Tilden – Szalony Kapelusznik
- Lotta Savoy – matka Alicji
- Elmo Lincoln[2]

## Prezentacja
W Polsce film był prezentowany m.in. na Festiwalu Filmu Niemego. Film był także wyświetlany w warszawskim kinie Praha z muzyką i dubbingiem na żywo.